# Tyler (Texas)
Tyler és una població dels Estats Units a l'estat de Texas. Segons el cens del 2008 tenia 98.000 habitants.

## Demografia
Segons el cens del 2000, Tyler tenia 83.650 habitants, 32.525 habitatges, i 21.076 famílies. La densitat de població era de 655,1 habitants per km².
Dels 32.525 habitatges en un 30,8% hi vivien nens de menys de 18 anys, en un 46,7% hi vivien parelles casades, en un 14,5% dones solteres, i en un 35,2% no eren unitats familiars. En el 30,2% dels habitatges hi vivien persones soles l'11,5% de les quals corresponia a persones de 65 anys o més que vivien soles. El nombre mitjà de persones vivint en cada habitatge era de 2,48 i el nombre mitjà de persones que vivien en cada família era de 3,12.
Per edats la població es repartia de la següent manera: un 26% tenia menys de 18 anys, un 11,7% entre 18 i 24, un 26,9% entre 25 i 44, un 20% de 45 a 60 i un 15,2% 65 anys o més.
L'edat mediana era de 34 anys. Per cada 100 dones de 18 o més anys hi havia 83,3 homes.
La renda mediana per habitatge era de 34.163$ i la renda mediana per família de 43.618$. Els homes tenien una renda mediana de 31.728$ mentre que les dones 22.397$. La renda per capita de la població era de 20.184$. Aproximadament el 13% de les famílies i el 16,8% de la població estaven per davall del llindar de pobresa.

## Poblacions més properes
El següent diagrama mostra les poblacions més properes.